# Sawuh
Sawuh is een bestuurslaag in het regentschap Ponorogo van de provincie Oost-Java, Indonesië. Sawuh telt 910 inwoners (volkstelling 2010).